# 岡田麿里
岡田 麿里（おかだ まり、1976年4月23日 - ）は、日本の脚本家・小説家・漫画原作者・作詞家・アニメ監督。埼玉県秩父市出身。アミューズメントメディア総合学院卒業。日本脚本家連盟会員。

## 経歴
※ 以下は本人の自伝（#参考文献を参照。以下出典「岡田」については、この本の略）に記載されていた内容を中心に記載している。自伝のため第三者の客観的な公表事実だけが書かれているわけではないが、概ね下記のような経緯で現在の職業に就いたとされる。
両親は3歳の頃に離婚し、母と母方の祖父（高校時代に死別）の3人家族で育つ。小学校低学年の頃から月に1・2回程度の「ずる休み」をするようになり、5年生の頃から不登校が本格化した。
中学校進学に際して、誰からも嫌われない親友をモデルに「キャラクターづくり」をしてクラス内で思い描いていたポジションを得たが、1年生の1学期が終わる頃にはストレスを覚えるようになり、学校を休む。欠席の間に小学校時代の不登校の話が広まり、クラスの中で「本当は繊細」というキャラクターづけがされたことで、再度不登校を始めた。ほぼ引きこもりの生活を送り、大きな学校行事がある日などを除いて登校しなかった。ただ、作文の課題だけは提出していた。3年生の時点で卒業に必要な出席日数は満たせない状況だったが、「高校に合格すれば卒業させざるを得ない」という話を聞き、自宅で受験勉強をして高校に合格した。
しかし、高校でも半年程度で三たび不登校となる。高校には「決められた課題を提出すれば最低限の出席日数でも進級できる」という決まりがあり、担任教師と話して読書感想文を提出することになった。感想文には担任教師が評をつけて返却し、そのやりとりは3年生まで続いて、高校を卒業する。岡田はコンピュータゲームの専門学校に入ることを決め、1995年春に上京した。
専門学校では自分と似たオタクや不登校経験者と知り合った。専攻はゲームシナリオコースで、授業が楽しく、やがてシナリオライターになりたいと思うようになる。しかし、伝手は全くない状態で、成人向けVシネマのシナリオ募集を見つけて応募、卒業直前に採用されてデビューした。Vシネマのシナリオは非常に安価だったため、テープ起こしで生計を立て、やがてフリーで漫画原作、ゲームシナリオ、CDドラマなどの脚本に携わる。
1998年の『DTエイトロン』の第9話「FANG OF THE TANK-CEMETERY」よりアニメ脚本を手掛け始める。岡田によると、ブラインドタッチのできない知人から「タイピング要員」として仕事を頼まれて初めてアニメ作品に参加し、監督のアミノテツローから「ライター希望なら」とアイディアを求められてシナリオを書くに至ったという。しかし以後の営業をせず、すぐにアニメのライターにはならなかった。2001年に『おとぎストーリー 天使のしっぽ』の脚本を担当。この作品を契機にアニメのライターを志し、アミノテツローに仕事をしたいと申し出る。アミノからは「自分についてのシナリオを書く」という課題を与えられ、岡田は自らの不登校時代をモチーフにしたシナリオを提出した。岡田にとって、不登校のカミングアウトという側面もあった。アミノからは「アニメ業界に入って、いつか俺の遺作のホン（脚本）を書け」という返事をもらい、本格的にアニメのシナリオライターとなる。
2011年上半期に、『フラクタル』『放浪息子』『GOSICK -ゴシック-』『花咲くいろは』『あの日見た花の名前を僕達はまだ知らない。』（以下、『あの花』と略記）など延べ6クール分のシリーズ構成を同時に担当した（そのうちの3作品『フラクタル』『花咲くいろは』『あの日見た花の名前を僕達はまだ知らない。』は原作のないオリジナルアニメであるが、それぞれのシリーズ構成・脚本を実際に執筆した時期が全て重なっていたわけではない）。
2017年以降、実写映画・ドラマの脚本も執筆するようになる。
2017年4月に自伝『学校へ行けなかった私が「あの花」「ここさけ」を書くまで』（文藝春秋）を刊行。この自伝はNHK BSプレミアムにて2018年9月に実写ドラマとして放映されることが同年5月に発表され、岡田自身が脚本を執筆する。
2018年2月24日、初監督作品となる劇場アニメ『さよならの朝に約束の花をかざろう』（以下、『さよ朝』と略記）が公開。詳細は当該項目および本項副節#『さよ朝』に関してなどを参照。同年3月、ゆうばり国際ファンタスティック映画祭の第5回ニューウェーブアワード（クリエイター部門）を受賞。岡田は表彰式において「映像作品は人との出会いで生まれるもの。新しい人と出会ったり、少しでも座組が変わったりするとまた新しい作品が生まれてきます。これからも楽しんで作品を生み出せるようにがんばっていきます」と述べている。
2022年度の第50回アニー賞で、脚本を担当したNetflixのアニメーション『ONI ～ 神々山のおなり』（監督 堤大介）が、リミテッドシリーズ作品賞を受賞した。
2023年9月15日、監督・脚本を務めた『アリスとテレスのまぼろし工場』が公開され、制作には『さよ朝』のメインスタッフが再集結した。岡田の監督作としては2作目となる。同作は第78回毎日映画コンクールアニメーション映画賞を受賞した。

## 人物像
全話の脚本を担当した『おとぎストーリー 天使のしっぽ』では、ネットで原作ファンからの「死ね」という言葉を含む書き込みを見てひどく落ち込み、「自分の死が願われ続けている」という恐怖から体重が減少し、本人はこれを「不幸ダイエット」と呼んでいた。一時ネットも見なくなったが、スタッフの勧めで評価するコメントを目にして嬉し泣きし、これを契機に本格的にアニメのライターを志した。
テレビアニメ『ローゼンメイデン』の水銀燈が、アニメ第1期の第8話「蒼星石 Lapislazuri Stern」で血圧が上がり苦しむ元治に発したセリフとして「乳酸菌摂ってるぅ?」があるが、そのセリフを発案したのはこの回の脚本を担当した岡田であると、松尾衡監督が語っている。
テレビアニメ『花咲くいろは』の原案は『航空宅配便に乗るヒロインの物語』だったにもかかわらず、岡田の意見により温泉旅館を舞台にした物語に変更になった。

## 『あの花』に関して
『あの花』は企画コンペへの応募作品で、「本当に書きたいものを書いてください」というリクエストに対して、「登校拒否児は魅力的なキャラクターとして成立するか」という興味から、それを主人公とする作品を提案した。この作品では、岡田が監督とキャラクターデザインの希望を出してよいという話になり、長井龍雪と田中将賀の名を挙げたという。当初、舞台として故郷の秩父をモチーフにしながらも、それを明示することは拒否していた。スタッフによるロケハンで実家に寄った際に、「参考」としてその内部の写真が撮影され、岡田は「あくまで参考」と主張したが、最終的にそのまま使用された。

## 『さよ朝』に関して
初のアニメ監督作品である『さよ朝』は、岡田と縁の深い堀川憲司（P.A.WORKS代表）による「いつか岡田麿里の100％をさらけ出した作品を見てみたい」という発言を自分なりに咀嚼した結果、「監督をやらせてください」と願い出て製作が実現した経緯がある。

## 作品

### テレビアニメ
1998年
- DTエイトロン

2001年
- おとぎストーリー 天使のしっぽ

2003年
- とっとこハム太郎
- クラッシュギアNitro
- ポポロクロイス

2004年
- 北へ。〜Diamond Dust Drops〜
- モリゾーとキッコロ
- 今日からマ王!
- ローゼンメイデン

2005年
- バジリスク 〜甲賀忍法帖〜
- ローゼンメイデン トロイメント
- Canvas2 〜虹色のスケッチ〜
- アニマル横町
- まじめにふまじめ かいけつゾロリ

2006年
- 砂沙美☆魔法少女クラブ（シリーズ構成・全話脚本）
- 砂沙美☆魔法少女クラブ シーズン2（シリーズ構成）
- 護くんに女神の祝福を!（シリーズ構成）
- 南の島の小さな飛行機 バーディー
- Fate/stay night
- ARIA The NATURAL
- シムーン
- RED_GARDEN

2007年
- こどものじかん（シリーズ構成）
- スケッチブック 〜full color's〜（シリーズ構成・全話脚本）

2008年
- true tears（シリーズ構成）
- ヴァンパイア騎士（シリーズ構成）
- ヴァンパイア騎士 Guilty（シリーズ構成）
- とらドラ!（シリーズ構成）
- 黒執事（シリーズ構成）
- 今日からマ王!（第3シーズン）

2009年
- CANAAN（シリーズ構成・全話脚本）
- 戦う司書 The Book of Bantorra（シリーズ構成）
- DARKER THAN BLACK -流星の双子-

2010年
- 黒執事II（シリーズ構成）
- おとめ妖怪 ざくろ（シリーズ構成）

2011年
- GOSICK -ゴシック-（シリーズ構成）
- フラクタル（原作・シリーズ構成）
- 放浪息子（シリーズ構成・全話脚本）
- 花咲くいろは（シリーズ構成）
- あの日見た花の名前を僕達はまだ知らない。（原作・全話脚本）

2012年
- アクエリオンEVOL（シリーズ構成）
- AKB0048（シリーズ構成・全話脚本）
- ブラック★ロックシューター（シリーズ構成・全話脚本）
- LUPIN the Third -峰不二子という女-（シリーズ構成・脚本）
- さくら荘のペットな彼女（シリーズ構成）
- 絶園のテンペスト（シリーズ構成）

2013年
- AKB0048 next stage（シリーズ構成）
- がんばれ! ルルロロ TINY★TWIN★BEARS
- 凪のあすから（シリーズ構成）

2014年
- selector infected WIXOSS（シリーズ構成）
- M3〜ソノ黒キ鋼〜（シリーズ構成）
- selector spread WIXOSS（シリーズ構成）

2015年
- 幸腹グラフィティ（シリーズ構成・全話脚本）
- 機動戦士ガンダム 鉄血のオルフェンズ（シリーズ構成）

2016年
- 迷家-マヨイガ-（シリーズ構成）
- キズナイーバー（原作・シリーズ構成・全話脚本）
- 機動戦士ガンダム 鉄血のオルフェンズ（第2期）（シリーズ構成）

2018年
- ひそねとまそたん（原作・シリーズ構成）

2019年
- 臨死!!江古田ちゃん
- 荒ぶる季節の乙女どもよ。（原作・シリーズ構成）

### OVA
2007年
- デッドガールズ（全話脚本）
- こどものじかん やすみじかん 〜あなたがわたしにくれたもの〜

2009年
- こどものじかん 2学期（シリーズ構成・全話脚本）

2011年
- こどものじかん 〜こどものなつじかん〜
- とらドラ! 弁当の極意
- るろうに剣心 -明治剣客浪漫譚- 新京都編（シリーズ構成・全話脚本）

2014年
- 絶滅危愚少女 Amazing Twins（シリーズ構成）

### 劇場アニメ
2006年
- まじめにふまじめ かいけつゾロリ なぞのお宝大さくせん

2007年
- シナモン the movie ※杉井ギサブローとの共同

2013年
- 劇場版 花咲くいろは HOME SWEET HOME
- 劇場版 あの日見た花の名前を僕達はまだ知らない。（原作も兼任）

2015年
- 心が叫びたがってるんだ。（原作も兼任）
- 映画かいけつゾロリ うちゅうの勇者たち ※小柳啓伍、和場明子との共同

2016年
- 劇場版selector destructed WIXOSS

2018年
- さよならの朝に約束の花をかざろう（原作・監督・絵コンテも兼任）

2019年
- 空の青さを知る人よ（原作も兼任）
- キミだけにモテたいんだ。（構成も兼任）※和場明子、樋口七海と共同

2020年
- 泣きたい私は猫をかぶる

2023年
- アリスとテレスのまぼろし工場（原作・監督も兼任）

2024年
- ふれる。

2025年
- 機動戦士ガンダム 鉄血のオルフェンズ 10周年記念新作短編「幕間の楔」

### Webアニメ
- 恋旅〜True Tours Nanto（2013年）※（耀司と千晶編・晴喜と葵編）
- 佐賀県を巡るアニメーション「約束の器　有田の初恋」（2016年）（脚本協力）
- 佐賀県を巡るアニメーション「冬の誓い　夏の祭り　武雄の大楠」（2016年）（脚本協力）
- ONI ～ 神々山のおなり Oni: Thunder God's Tale（2022年10月21日、Netflix）[45]

### テレビドラマ
- あの日見た花の名前を僕達はまだ知らない。（2015年）※原作（超平和バスターズ名義）
- 学校へ行けなかった私が「あの花」「ここさけ」を書くまで[46]（2018年/NHK BSプレミアム）※ 原作・脚本（後述する自伝のドラマ化）
- 荒ぶる季節の乙女どもよ。(2020年/MBS･TBS)※原作・脚本(自身が担当者した漫画原作をドラマ化)

### 配信ドラマ
- グラスハート（2025年/Netflix）

### ドラマCD
- ARIA The NATURAL ドラマCDII（2006年）
- ARIA The NATURAL パーフェクトガイドブック（2006年）
- スケッチブック 〜full color's〜 ドラマCD Sketch Book Stories 〜前夜祭〜（2007年）
- こどものじかん ドラマCD どらまのじかん（2008年）
- タビと道づれ ドラマCD（2009年）
- キズナイーバー ドラマCD「その頃、キズナイーバー／その頃、日染芳春」（2016年）※Blu-ray & DVD1巻 完全生産限定版特典
- 機動戦士ガンダム鉄血のオルフェンズ ドラマCD EPISODE DRAMA 壱（2017年）
- 機動戦士ガンダム鉄血のオルフェンズ ドラマCD EPISODE DRAMA 弐（2017年）
- ふれる。の、前夜。（2024年）※YOASOBI「モノトーン」の原作小説のボイスドラマ

### 映画
- 暗黒女子（2017年）[47]
- 先生!、、、好きになってもいいですか?（2017年）
- 惡の華（2019年）[48]

### Vシネマ
- からん 花嫁は冷たい瞳（2000年）

### プラネタリウム
- Dog Star 君と見上げる冬の星座たち（2021年）

### ゲーム
- 恋愛候補生 STARLIGHT SCRAMBLE（1998年）

### 作詞
- 大地の歌（歌：村谷祥子）（2006年）

- アブラムシの唄（菊地創と共同）（歌：石動乃絵〈高垣彩陽〉）（2008年）
- アブラムシの唄 〜デモトラックVer.〜（歌：riya）（2008年）
- ホーリーナイト（歌：逢坂大河〈釘宮理恵）、川嶋亜美〈喜多村英梨〉）（2008年）
- チャイナ気分でハイテンション!（歌：ネネ〈高垣彩陽〉）（2009年）
- いのちなんだよ（歌：ネネ〈高垣彩陽〉）（2009年）
- You will rule the world（歌：セバスチャン・ミカエリス〈小野大輔〉）（2010年）
- ある執事の日常（歌：セバスチャン・ミカエリス〈小野大輔〉）（2010年）
- 昼の星（歌：AZUMA HITOMI）（2011年）
- 聖天使学園校歌（歌：The Little Singers of Tokyo）（2012年）
- 水明芸術大学付属高等学校　校歌（歌：水明高校　生徒一同）（2013年）
- わたしの声（歌：少女（水瀬いのり））（2015年）
- あこがれの舞踏会（歌：少女（雨宮天）王子（石谷春貴））（2015年）
- 光のない部屋（歌：少女（雨宮天）謎のダンサー（石上静香、高橋李依））（2015年）
- 燃え上がれ（歌：悪い妖精（大山鎬則、古川慎、諏訪彩花、加隈亜衣、天﨑滉平）（2015年）
- 王子の中にはなにがある（歌：王子（内山昂輝）（2015年）
- 心が叫びだす～あなたの名前呼ぶよ（歌：少女（水瀬いのり）他）（2015年）※日本詞
- はじまりの速度（歌：三月のパンタシア）（2016年）
- オリジナル。（歌：TrySail）（2017年）
- 少女はあの空を渡る（歌：福本莉子）（2018年）

### 舞台
- ミュージカル黒執事 -The Most Beautiful DEATH in The World- 千の魂と堕ちた死神（2010年）※脚本・構成・作詞

### 朗読劇
- 機動戦士ガンダム 鉄血のオルフェンズ 「THE LAST FLAG」（2017年）※脚本

### 書籍
著書
- 『学校へ行けなかった私が「あの花」「ここさけ」を書くまで』文藝春秋（2017年4月12日発売） ISBN 978-4-16-390632-4

小説
- ARIA 四季の風の贈り物（2008年）
- あの日見た花の名前を僕達はまだ知らない。（2011年）
- アリスとテレスのまぼろし工場（2023年）
- ふれる。の、前夜。（2024年）‐YOASOBI「モノトーン」の原作小説

漫画原作・ストーリー原案
- selector infected WIXOSS -peeping analyze-（2014年、漫画・鈴木マナツ）
- selector infected WIXOSS -Re/verse-（2014年、漫画・めきめき）
- selector stirred WIXOSS（2015年、漫画・瀬菜モナコ）
- 荒ぶる季節の乙女どもよ。（2017年、漫画・絵本奈央）
- さよならの朝に約束の花をかざろう（2018年、漫画・佐藤ミト）※サイコミ掲載のWebコミックで同年単行本化
- しすたれじすた（2024年 - 、漫画・オジロマコト）[49]

特集・インタビュー・対談・座談会
- ニュータイプ 2008年6月号（2008年5月10日発売）インタビュー
- true tears memories（2008年8月27日発売）インタビュー
- こどものじかん あにめのひみつ（2008年11月5日発売）インタビュー
- Otome continue Vol.2（2010年9月7日発売）インタビュー（黒執事）
- Otome continue Vol.5（2011年3月6日発売）インタビュー（放浪息子）
- TVアニメ「おとめ妖怪ざくろ」公式ガイドブック 妖人省追想帳（2011年4月26日発売）インタビュー
- フラクタル　オフィシャルログブック（2011年5月10日発売）インタビュー
- CUT 2011年6月号（2011年5月19日発売）インタビュー
- 月刊アニメスタイル 第1号2011年05月号（2011年5月25日発売）インタビュー（とらドラ）
- アニメルカ vol.4（2011年6月12日発売）インタビュー（総合）
- オトナアニメディア 第一号 2011年 08月号（2011年7月4日発売）インタビュー（あの花）
- ニュータイプ 2011年8月号（2011年7月8日発売）インタビュー（あの花）
- GOSICK 公式ガイドブック ‐金糸の少女と混沌な逢引（2011年7月22日発売）インタビュー
- 花咲くいろは 公式コンプリートブック（2012年1月6日発売）対談
- アニメージュ 2012年 2月号（2012年1月10日発売）インタビュー(総合)
- クイック・ジャパン100（2012年2月11日発売）座談会（AKB0048）
- ニュータイプ 2012年6月号（2012年5月10日発売）コメント（AKB0048、アクエリオンEVOL）
- オトナアニメ Vol.25（2012年7月10日発売）インタビュー（アクエリオンEVOL）
- アニメスタイル001（2012年7月20日発売）季刊 岡田麿里1（インタビュー）
- アクエリオンEVOL コンプリート（2012年10月25日発売）インタビュー
- アニメスタイル002（2012年10月31日発売）季刊 岡田麿里2（インタビュー）
- アニメスタイル003（2013年3月27日発売）季刊 岡田麿里3（インタビュー）
- AKB0048 アニメーションファンブック（2013年7月27日発売）インタビュー
- アニメスタイル004（2013年8月2日発売）季刊 岡田麿里4（インタビュー）
- るるぶ あの日見た花の名前を僕達はまだ知らない。
- Febri (フェブリ) Vol.23（2014年6月20日発売）インタビュー（selector infected WIXOSS）
- メガミマガジン 2014年 8月号（2014年6月30日発売）インタビュー（selector infected WIXOSS）
- selector infected WIXOSS オフィシャルファンブック（2014年9月25日発売）座談会
- ノイタミナ クロニクル（2014年12月16日発売）インタビュー
- selector spread WIXOSS オフィシャルファンブック（2015年5月30日発売）座談会
- 幸腹グラフィティTVアニメ公式ガイドブック Girls & Cooking!（2015年6月27日発売）インタビュー
- ニュータイプ 2015年10月号（2015年9月7日発売）座談会（ここさけ）
- ぴあ Movie Special 2015 Autumn（2015年9月10日発売）インタビュー（ここさけ）
- Febri (フェブリ) Vol.31（2015年10月10日発売）インタビュー（ここさけ）
- PASH! 2015年11月号（2015年10月10日発売）対談（キズナイーバー）
- ニュータイプ 2016年4月号（2016年3月10日発売）インタビュー（オルフェンズ）、対談（キズナイーバー）
- CREA 2017年3月号 みんなアニメに夢中。（2017年2月7日発売）対談（あの花、ここさけ）
- アニメージュ 2017年 4月号（2017年3月10日発売）インタビュー（オルフェンズ2期）
- アニメスタイル008（2016年3月17日発売）インタビュー（ここさけ）
- MdN (エムディーエヌ) 2017年5月号 （2017年4月6日発売）アンケート回答（トリガー）
- SODA PLUS Vol.3（2017年10月2日発売）インタビュー（先生！）
- anan (アンアン)2017年12月6日号 人生を変えるアニメ（2017年11月28日発売）インタビュー（さよ朝）
- ダ・ヴィンチ 2018年1月号（2017年12月6日発売）インタビュー
- Cut 2018年1月号（2017年12月18日発売）インタビュー（さよ朝）
- アニメージュ 2018年3月号（2018年2月10日発売）インタビュー（さよ朝）
- ニュータイプ 2018年3月号（2018年2月10日発売）インタビュー（さよ朝）
- Febri  (フェブリ)Vol.47（2018年2月13日発売）脚本家・岡田麿里の世界（インタビュー付き特集）
- S-style 2018年3月号(vol.639)（2018年2月23日発売）インタビュー（さよ朝）
- ユリイカ2018年3月臨時増刊号（2018年2月26日発売）総特集＝岡田麿里（インタビュー付き特集）
- ダ・ヴィンチ 2018年4月号（2018年03月06日発売）インタビュー（さよ朝）
- さよならの朝に約束の花をかざろう スタッフ座談会本（2018年03月10日配布）※同映画の劇場特典
- 季刊エス（2018年3月15日発売）インタビュー（さよ朝）
- TVBros 2018年6月号（2018年4月24日発売）インタビュー（ひそねとまそたん）
- Febri  (フェブリ)Vol.49（2018年6月11日発売）対談（ひそねとまそたん）
- アニメスタイル013（2018年7月3日発売）特集：さよならの朝に約束の花をかざろう（インタビュー付き特集）
- ニュータイプ 2018年8月号（2018年7月10日発売）インタビュー（ひそねとまそたん）
- ひそねとまそたん 公式設定資料集（2018年8月2日発売）インタビュー
- 月刊 ドラマ 2018年11月号（2018年10月18日発売）インタビュー（学校へ行けなかった私が「あの花」「ここさけ」を書くまで）
- さよならの朝に約束の花をかざろう メモリアルブック（2018年10月26日発売）寄稿
- BONES Chronicle 1998-2018（2018年発売）インタビュー（ボンズ作品）
- 月刊 シナリオ 2019年10月号（2019年9月3日発売）インタビュー（惡の華）
- スカパー！TVガイドBS＋CS 2019年10月号（2019年9月24日発売）インタビュー（空青）
- スカパー！TVガイドプレミアム 2019年10月号（2019年9月24日発売）インタビュー（空青）

## 賞歴
- ゆうばり国際ファンタスティック映画祭第5回ニューウェーブアワード（クリエイター部門）[33]
- 第21回上海国際映画祭アニメーション最優秀作品賞（『さよならの朝に約束の花をかざろう』）[50]
- 第51回 シッチェス・カタロニア国際映画祭 ファンタスティック・ディスカバリー部門/最優秀長編作品賞
- 第61回埼玉文化賞[51]
- 第15回さいたま輝き荻野吟子賞きらきら輝き部門[52]
- 第16回アニメーション神戸個人賞[53][54]
- 第78回毎日映画コンクールアニメーション映画賞（『アリスとテレスのまぼろし工場』)[37]。
- 第2回新潟国際アニメーション映画祭 長編部門/傾奇賞（『アリスとテレスのまぼろし工場』)[55]